# Úhlavský luh
Úhlavský luh je přírodní rezervace ležící v obci Hamry v okrese Klatovy. Rezervace byla vyhlášena v roce 2003. Oblast je spravována Správou NP a CHKO Šumava. Důvodem ochrany jsou přirozené ekosystémy v nivě řeky Úhlavy, její dynamicky se vyvíjející bylinná i dřevinná společenstva. Naprostá většina území je proto ponechána bez lidského zásahu.
Území je většinově kryto samovolně vzniklým lužním lesem, který se zde rozvíjí od opuštění hospodářsky využívaných ploch ve druhé polovině 20. století. Ačkoliv se rezervace nezabývá ochranou jednotlivých druhů, na jejím území je možné nalézt i řadu chráněných druhů rostlin i živočichů, jako např. dřípatka horská nebo kozlík dvoudomý, z živočichů pak např. vranka obecná. Na lokalitě jsou patrné známky výskytu bobra evropského.
Rezervace je turisticky zpřístupněna naučnou stezkou.

## Lokalita
Přírodní rezervace se nachází na hospodářsky nevyužívané části říční nivy řeky Úhlavy a jejího pravostranného přítoku Lučního potoka. Leží v oblasti obce Hamry, její spodní část přiléhá k vodní nádrží Nýrsko. Území je poměrně ploché, rezervace s délkou přes tři kilometry leží v nadmořské výšce mezi 530 a 580 metry. Celková výměra chráněného území je 50,12 ha, naprostou většinu území pokrývá říční niva a její terasy. Lokalita je součástí CHKO Šumava.

## Historie
První osidlování Hamrů se datuje do první poloviny 15. století, od této doby tedy předpokládáme počátky využívání území rezervace. Obec byla tvořena zejména samostatnými hospodářskými usedlostmi, územím vedla obchodní stezka, od první poloviny 16. století pak došlo k rozvoji zpracování železné rudy. Později zde vznikaly sklářské hutě, brusírny skla a mlýny. To vše jistě přetvářelo tvář krajiny, jak přesně tehdy vypadala krajina údolí, však lze pouze odhadovat.
První známá mapa krajiny pochází z tzv. Müllerova mapování z roku 1720. V této době bylo území rezervace součástí rozlehlého odlesněného pásu táhnoucího se podél řeky Úhlavy z vnitrozemí až k pohraničním lesům.

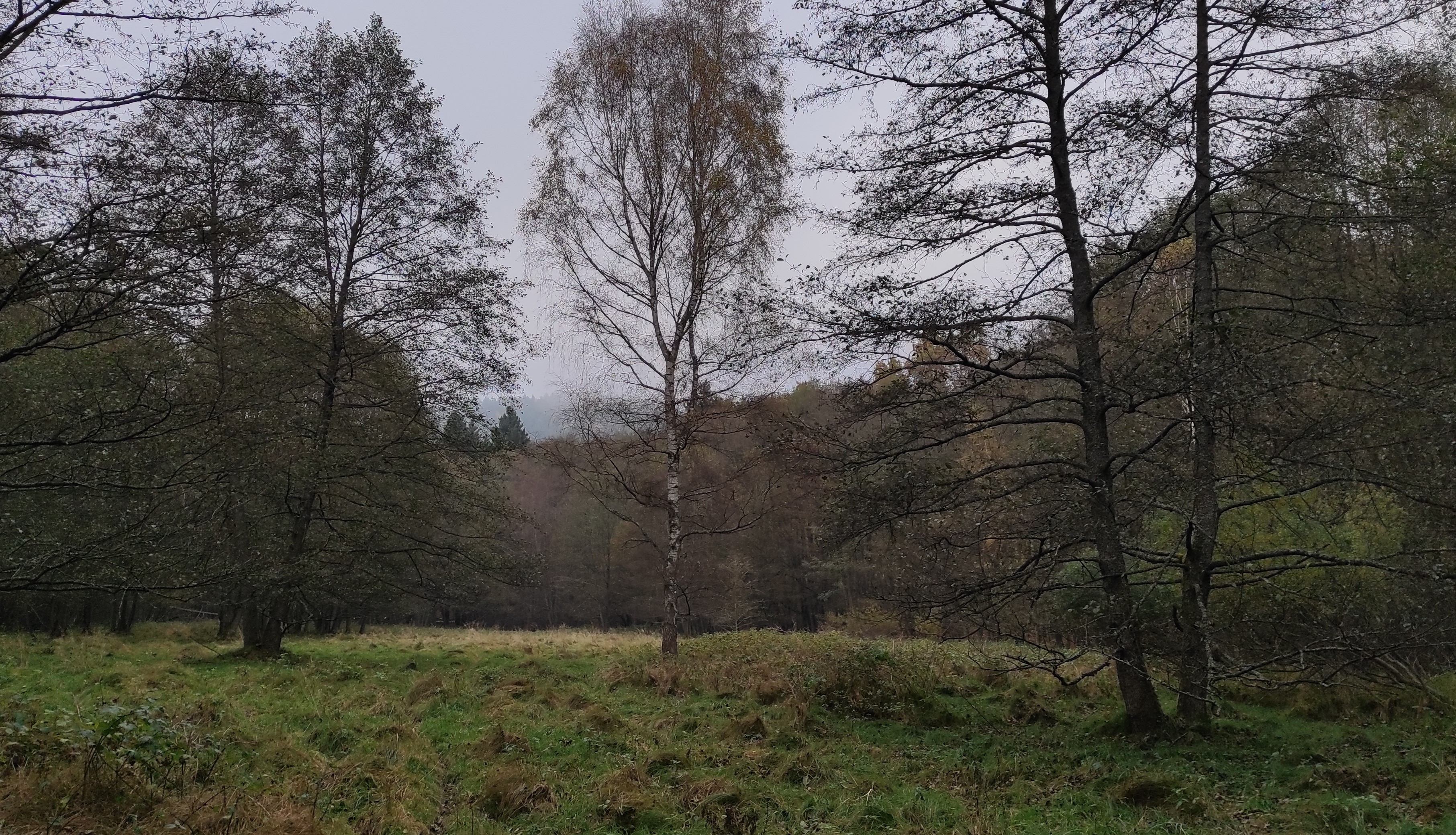
Bezlesí s nezapojenou dřevinnou vegetací

Podle císařských otisků z roku 1837 byla většina plochy dnešní rezervace značena jako louky s rozptýlenými keři a stromy, koncentrovanými převážně podél toků, jen výjimečně se pak objevovala drobná políčka a pastviny. V tehdejší době zřejmě niva Úhlavy poskytovala kvalitní píci pro dobytek a bylo na ní sušeno seno.
Po druhé světové válce bylo využívání nivy narušeno odsunem německého obyvatelstva. Nevyužívaná část území postupem času začala zarůstat dřevinami z náletu. Ještě během socialistického režimu byla část území hospodářsky využívána, od roku 1989 je již téměř celé území ponecháno přírodním procesům.
Území rezervace bylo v prosinci roku 1963 zahrnuto pod CHKO Šumava, samostatnou přírodní rezervací bylo území vyhlášeno 1. prosince 2003.

### Využívání vodních toků
Vodní tok Úhlavy byl v minulosti využíván k energetickým účelům, a to zejména k pohonu hamrů, skláren, brusíren nebo mlýnů. Žádné z těchto vodních děl dnes již není v provozu. Jediným dílem, které v současnosti ovlivňuje průtok Úhlavy v místě rezervace, je Malá vodní elektrárna Hamry.

## Přírodní poměry
Přes 80 % plochy rezervace je pokryto zapojeným, samovolně vzniklým lužním lesem. Tento les má charakter mladého, mozaikovitého, vysoce strukturovaného porostu dřevin, které se na lokalitu dostaly během první vlny náletu. Zbytkový prostor zaplňuje z větší části neobhospodařované bezlesí s občasnou nezapojenou až samostatnou dřevinnou vegetací. Velmi minoritně jsou pak zastoupeny pravidelně kosená území, zde se jedná o součásti navazujících luk, zejména na okrajích rezervace.
Území rezervace je velmi druhově, věkově i strukturálně bohaté a vytváří velké množství odlišných biotopů.

### Vegetace

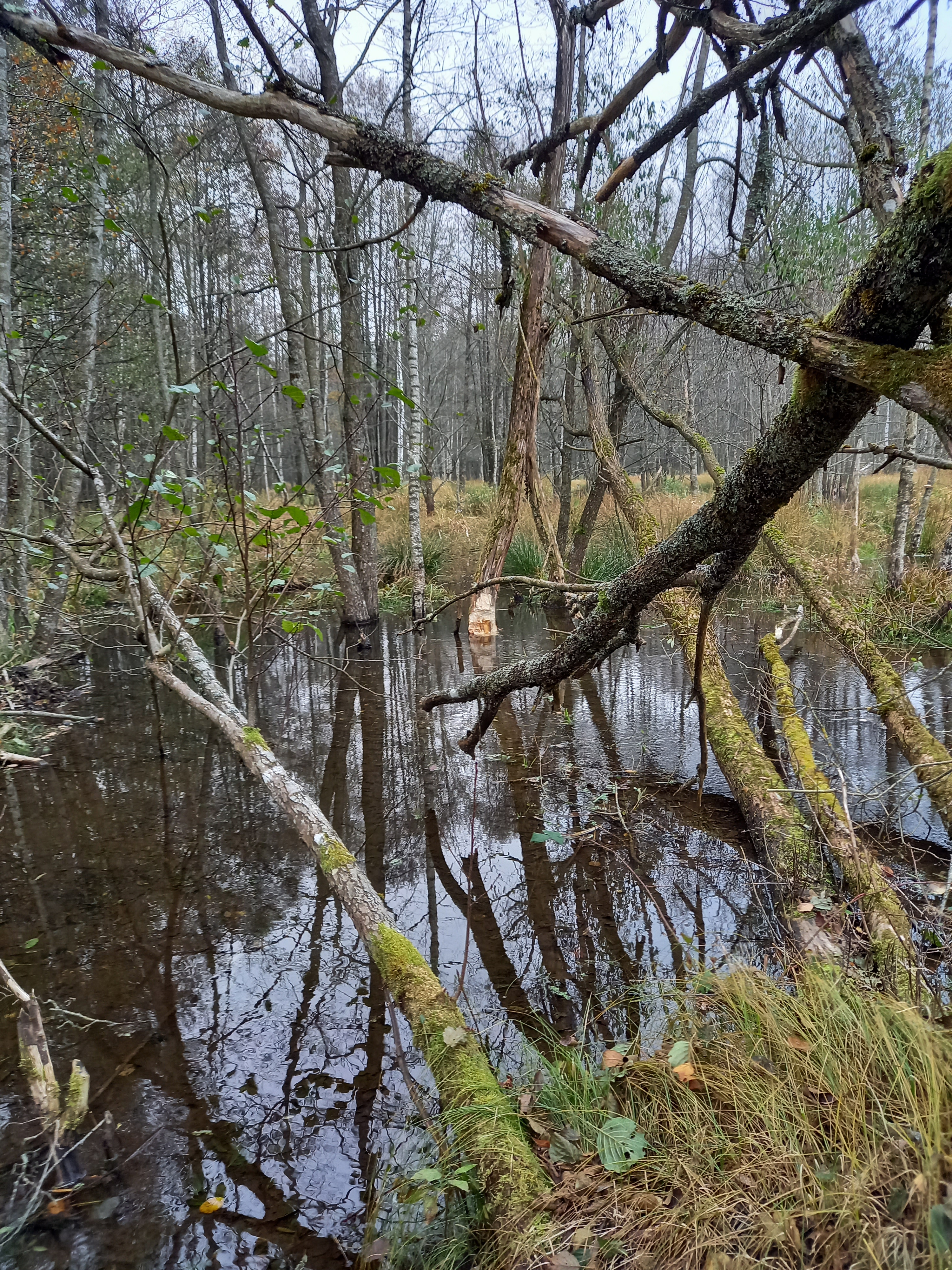
Lužní les

Většinu území tvoří lužní les, konkrétně zmapovaný jako typ L2.2 Údolní jasanovo-olšový luh. Tyto lesní porosty vznikly s největší pravděpodobností náletem dřevin do neobhospodařovaných ploch. Mezi typické druhy dřevin tohoto typu lesa patří olše lepkavá (Alnus glutinosa), jasan ztepilý (Fraxinus excelsior), javor klen (Acer pseudoplatanus), smrk ztepilý (Picea abies), střemcha obecná (Prunus padus), bez černý (Sambucus nigra) a další. 

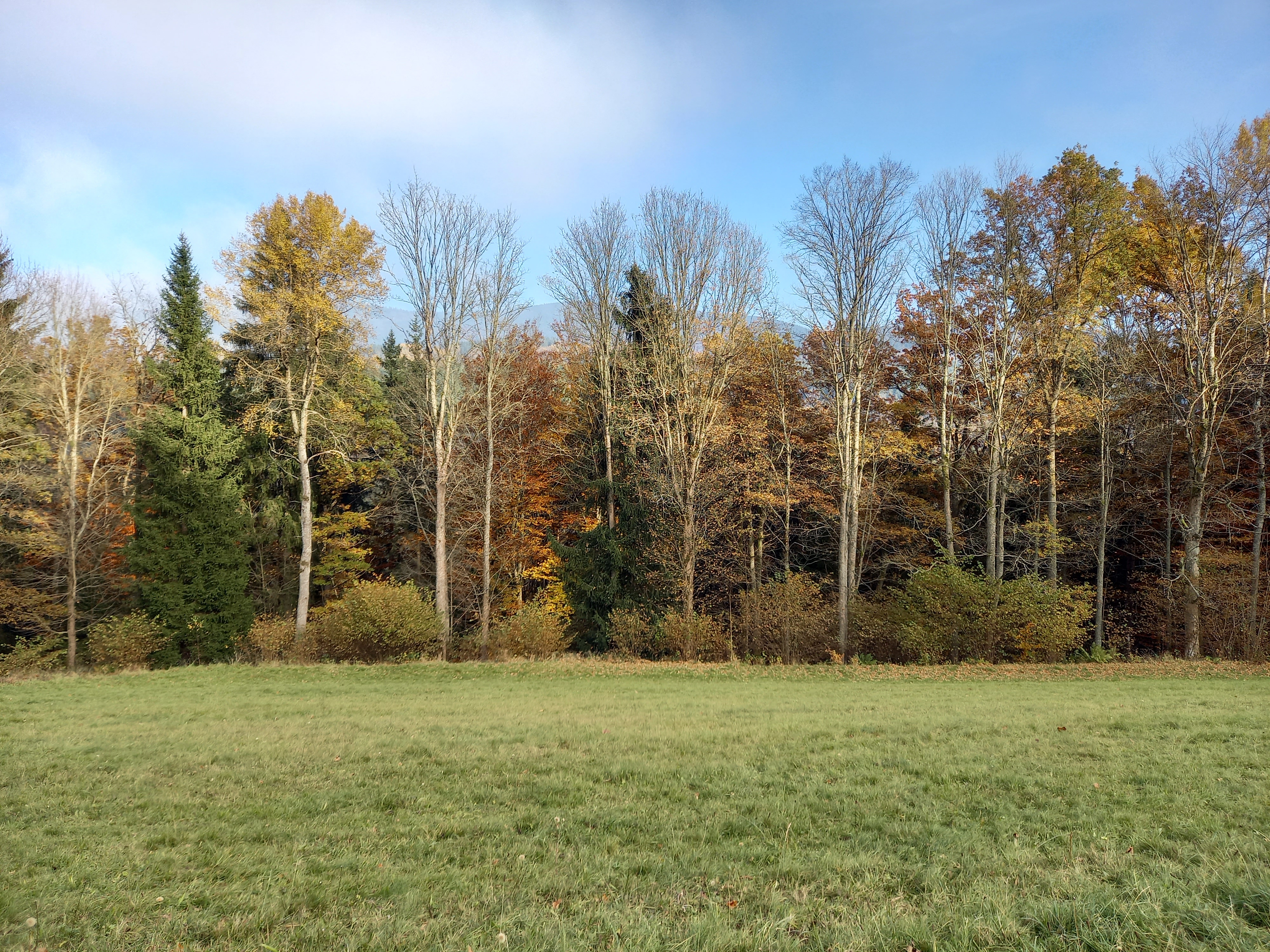
Historicky navazující pruh lesa pod kostelem Panny Marie Bolestné

Výjimku od lesních ploch vzniklých spontánním náletem dřevin tvoří úzký pruh lesa podél silnice pod kostelem Panny Marie Bolestné (Kollerovým kostelem), zde lze pozorovat historickou návaznost lesního porostu. Druhou výjimku tvoří uměle vysázený smrkový porost kolem vodní nádrže Nýrsko.
Z bylin se v rezervaci nachází např. čistec lesní (Stachys sylvatica), kopytník evropský (Asarum europaeum), ptačince (Stellaria holostea, S. alsine, S. graminea), několik druhů ostřic (Carex), mokrýš vstřícnolistý (Chrysosplenium oppositifolium), třtina chloupkatá (Calamagrostis villosa), přeslička lesní (Equisetum sylvaticum) a další. Opět jde o druhy typické pro údolní jasanovo-olšové luhy.
Z chráněných druhů flory se v rezervaci roztroušeně nachází např. vemeník zelenavý (Platanthera chlorantha), hadí mord nízký (Scorzonera humilis), dřípatka horská (Soldanella montana), kozlík dvoudomý (Valeriana dioica), pleška stopkatá (Willemetia stipitata) nebo úpolín evropský (Trollius europaeus).

### Fauna
Z ohrožených druhů se v rezervaci trvale vyskytuje např. vranka obecná (Cottus Gobio), zmije obecná (Vipera berus), slepýš křehký (Anguis fragilis) nebo užovka obojková (Natrix natrix). Dále se zde občasně může vyskytovat rys ostrovid (Lynx Lynx), vydra říční (Lutra lutra) nebo čáp černý (Ciconia nigra). V rezervaci jsou také patrné známky výskytu bobra evropského (Castor fiber), najdeme zde pro bobří činnost typické vodní hráze, vodní hrady a okousané kmeny stromů. 

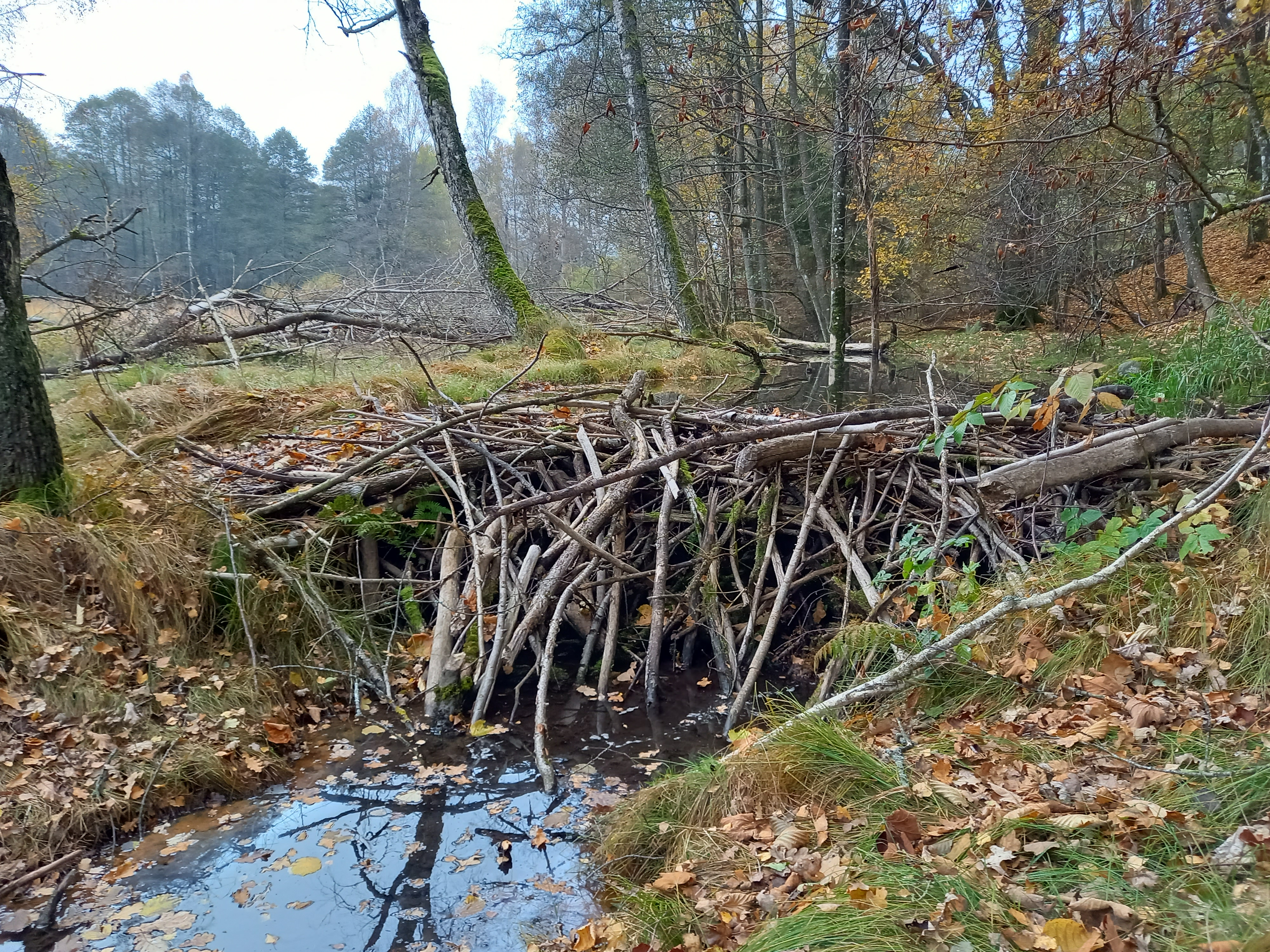
Bobří hráz
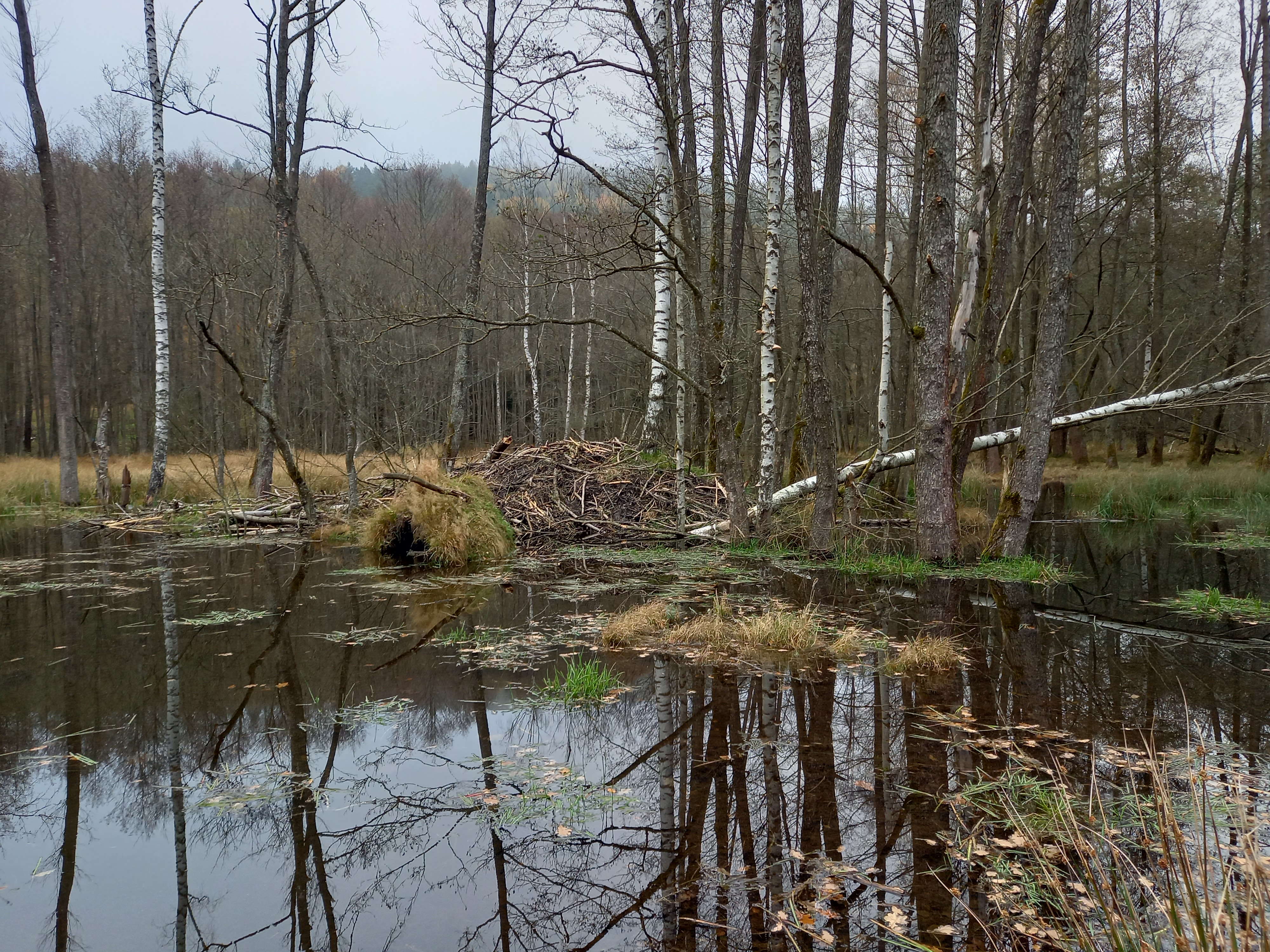
Bobří hrad
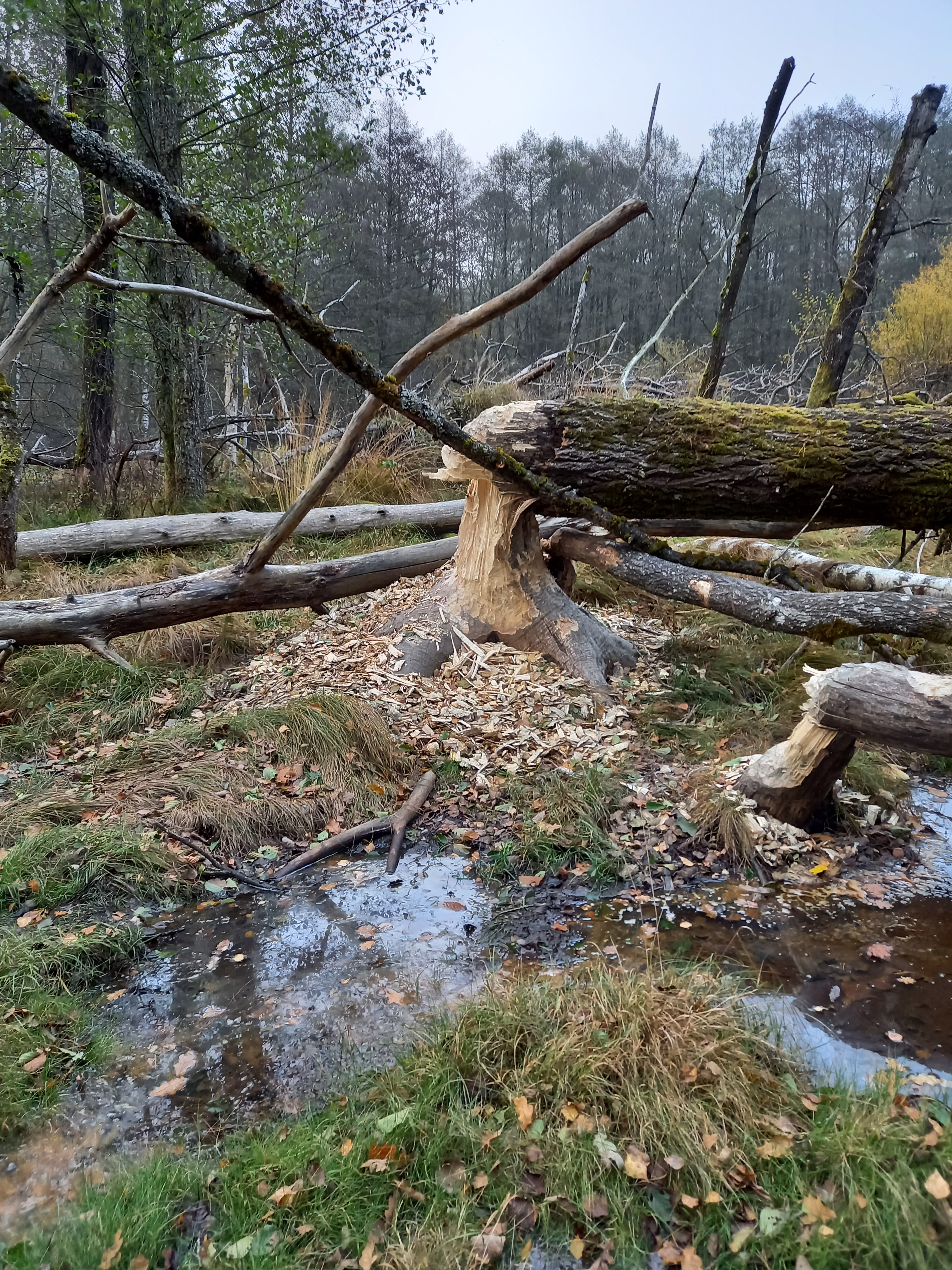
Strom pokácený bobrem

### Hydrologie

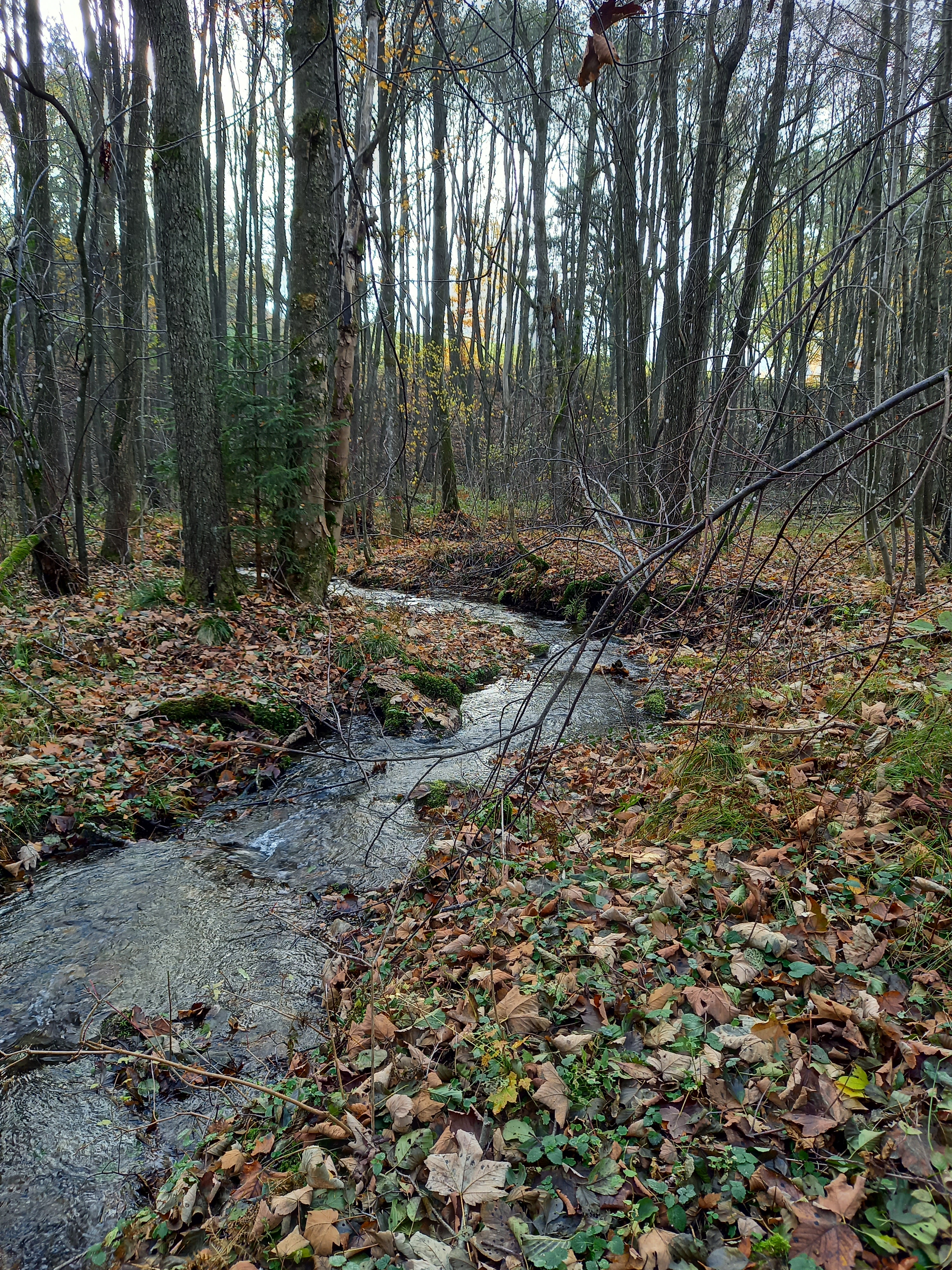
Meandr Lučního potoka

Rezervací protéká řeka Úhlava, délka řeky na území rezervace je 3,4 km (říční kilometr 96,8 až 100,2). Pravobřežně se do ní připojuje Luční potok, jehož délka je přibližně 500 m. Charakter toku Lučního potoka je z velké části přirozený, jsou na něm četné meandry, tůně a naplaveniny. Pouze spodní část toku v délce zhruba 100 metrů je uměle napřímena a předčasně zaústěna do Úhlavy. Tok provází bohatý břehový porost. Koryto Úhlavy lze také považovat za přirozené, ačkoliv jsou u břehů místy patrné dřívější zásahy, prováděné za účelem stabilizaci břehů, jako např. kamenné zídky. Na mnoha místech tok vybřežuje, rozdvojuje se nebo tvoří nové zákruty. Průtoky v řece jsou zaznamenávány limnigrafem státního podniku Povodí Vltavy, jež je správcem toku. Limnigraf je umístěn ve spodní části rezervace, nad mostem u vodní nádrže. 

### Půda
Dominantním půdním typem nacházejícím se v rezervaci je nivní glejová půda.

## Ochrana
Předmětem ochrany přírodní rezervace je komplex dynamicky se vyvíjejících společenstev lužního lesa ve všech fázích přirozeného vývoje.  Na případné geograficky nepůvodní druhy rostlin a živočichů se ochrana nevztahuje. Území je tedy v drtivé většině ponecháno samovolnému vývoji bez zásadního vlivu člověka, výjimku tvoří zanedbatelná plocha území při krajích rezervace, která jsou díky návaznosti na okolní louky pravidelně kosena.

### Péče o vegetaci
Lesní společenstva jsou na území rezervace ponechány přirozenému vývoji, není zde povoleno kácení dřevin, spadlé dřevo je ponecháno na místě. Zakázány jsou také jakékoliv stavební aktivity, včetně obnovy zaniklých objektů.

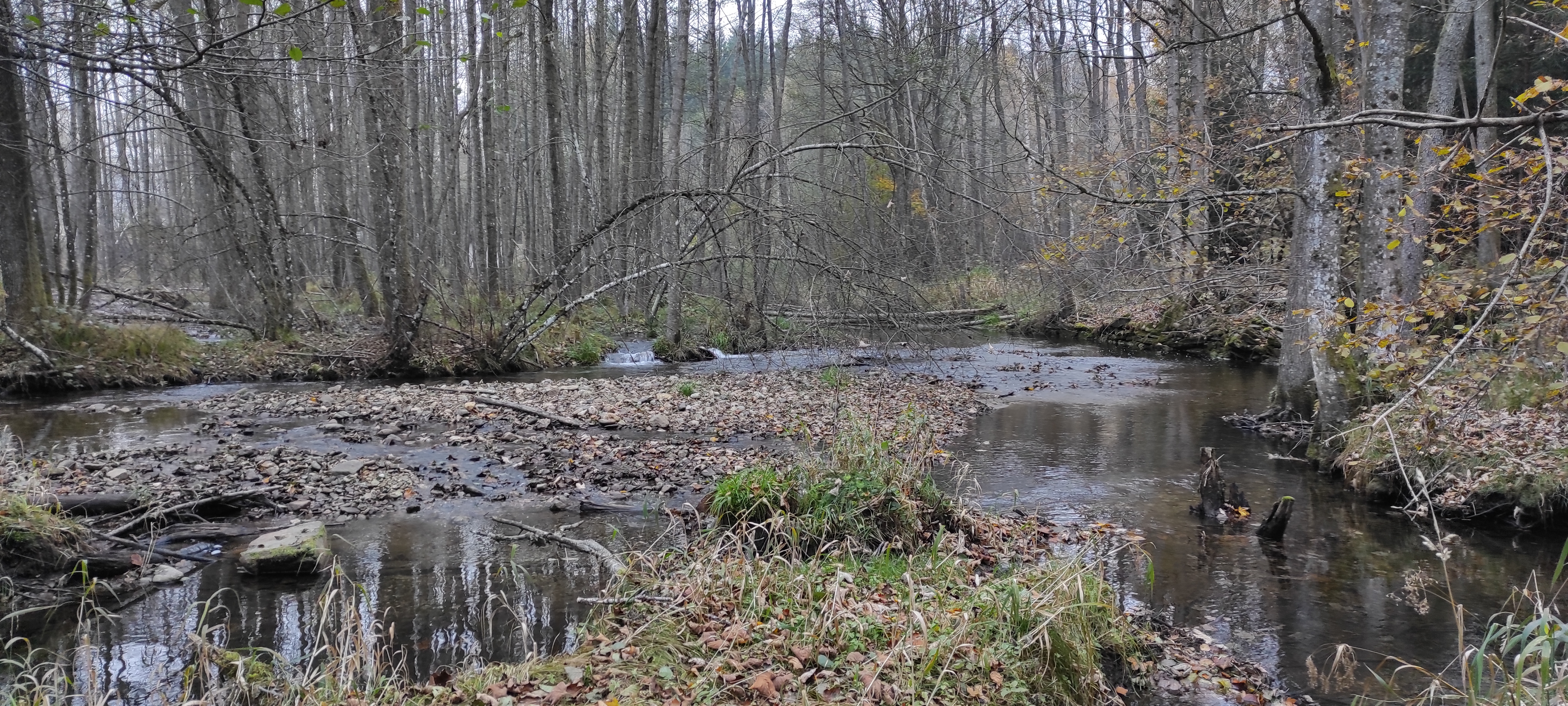
Tok Úhlavy ve spodní části rezervace

Obdobně se neprovádí žádná specifická péče o bylinné druhy, jedinou výjimkou jsou druhy invazivní, které jsou dle zřizovacího předpisu z ochrany přírodní rezervace vyjmuty. Jedná se zejména o křídlatku sachalinskou (Reynoutria sachalinensis) a netýkavku žlaznatou (Impatiens glandulifera). Při přemnožení jsou tyto druhy schopny vytlačit původní druhy, proto je vhodné je redukovat, a to jak přímo v území, tak v celém povodí nad rezervací. Likvidace geograficky nepůvodních druhů je společně s údržbou turistické infrastruktury nenákladnější položkou při péči o PR Úhlavský luh.

### Péče o vodní toky
Stejně jako v případě lesních území nejsou vodní toky aktivně upravovány. Toky tak dosahují ideálního prostorového rozsahu, členitosti a migrační prostupnost pro vodní živočichy. Tyto parametry zajišťují optimální ekologickou funkci rezervace. Jedinou připuštěnou péčí je citlivá úprava toku a pobřežního porostu v okolí současných zařízení, jako jsou mosty či limnigraf.

## Turismus

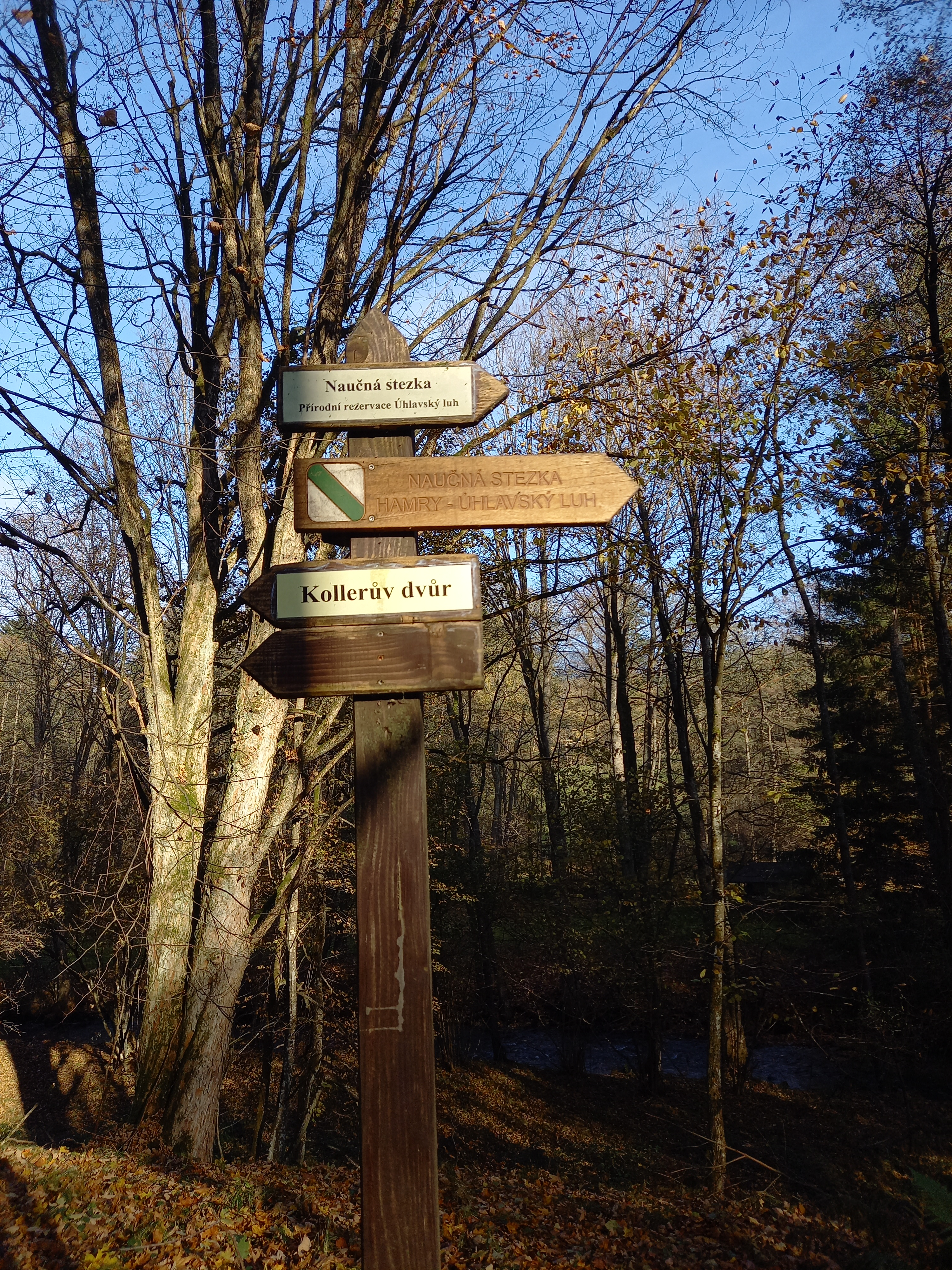
Naučná stezka Úhlavský luh

Oblastí přírodní rezervace vede naučná stezka. Stezka je doprovázena pěti informačními tabulemi, které se věnují vodstvu, přírodních podmínkám, historii osídlení a dalším tématům týkajících se rezervace. Trasa stezky, dlouhá čtyři kilometry, je nenáročná, vede po obvodu rezervace přístupným terénem.